# Botoșana
Botoșana est une commune roumaine située dans le județ de Suceava.